# Nadwat al-ʿUlamāʾ
Nadwat al-ʿUlamāʾ (arabisch ندوة العلماء ‚Rat der Religionsgelehrten‘) ist der Name einer indisch-islamischen Bildungs- und Reformgesellschaft, die 1892 in Kanpur gegründet wurde und seit 1898 mit dem Dār al-ʿulūm von Lucknow eine eigene islamische Hochschule unterhält. Die Gesellschaft verlegte 1898 ihren Sitz selbst nach Lucknow.
Die beiden ursprünglichen Ziele der Gesellschaft waren (1) die Entwicklung eines neuen Bildungssystems, das sowohl Elemente der traditionellen Madrasa-Ausbildung als auch der westlichen Bildung enthielt, und (2) der Ausgleich zwischen den verschiedenen indisch-islamischen Strömungen (Aligarh-Modernisten, Deobandis, Ahl-i Hadīth und Vertreter der Schia), die zu jener Zeit in Indien einander feindlich gegenüberstanden. Ab 1894 fanden jährliche Konferenzen statt, um die Ideen der Gesellschaft zu popularisieren. Allerdings gelang es der Gesellschaft nicht, die traditionalistischen Muslime von ihrer Mission zu überzeugen. Sowohl Deobandis als auch Barelwis kritisierten die Gesellschaft als zu modernistisch. Ahmad Riza Khan Barelwi verfasste 1896 ein Fatwa gegen die Nadwa, die 1900 von führenden Gelehrten von Mekka und Medina Unterstützung erhielt.
Ab 1904 gab die Gesellschaft eine eigene Zeitschrift auf Urdu mit dem Titel an-Nadwa heraus, die allerdings 1945 wieder eingestellt wurde. Ab den 1930er Jahren näherte sich die Gesellschaft der Salafīya an und wandte sich von dem ursprünglichen Projekt des Ausgleichs zwischen westlicher und islamischer Bildung ab. In den 1940er Jahren entwickelte sie enge Beziehungen zur Tablighi Jamaat und unterstützte das 1946 von Muhammad Yūsuf Kāndhalwī beschlossene Projekt zur Transnationalisierung der Bewegung.
Das Dār al-ʿulūm der Nadwat al-ʿUlamāʾ besteht bis heute weiter und bietet neben Grundschul- und Sekundarschulausbildung einen vierjährigen Studiengang in arabisch-islamischen Studien an, der mit dem ʿālimīya-Grad abgeschlossen wird. Nach zwei weiteren Studienjahren kann der fadīla-Titel erworben werden. Die Schule besitzt eine große Bibliothek mit 650 seltenen Büchern und 3.000 Handschriften und ein eigenes Verlagshaus, das heute drei Zeitschriften herausgibt, al-Baʿth al-islāmī und ar-Rāʾid auf Arabisch und Taʿmīr-i Hayāt auf Urdu.
Nach den Terroranschlägen des 11. September 2001 geriet das Dār al-ʿulūm der Nadwa wie einige andere islamische Schulen in Indien unter den Verdacht, Brutstätte des islamischen Terrorismus zu sein, und wurde wiederholt zum Ziel von Polizeirazzien.

## Vorsitzende der Nadwa
- Abd al-Hayy al-Hasani, 1915–1923
- Ali Hasan Khan, –1931
- ʿAbd al-ʿAlī al-Hasanī, 1931–1961
- Abul Hasan Ali Nadwi, 1961–1999